# Alceste De Ambris
Alceste De Ambris (15. září 1874 Licciana Nardi – 9. prosince 1934, Brive-la-Gaillarde) byl italský syndikalistický a socialistický politik, odborář a novinář, jeden z původců italského fašistického hnutí a později jeho kritik. V roce 1919 spolu s Marinettim uveřejnil Fašistický manifest, roku 1920 s d'Annunziem vytvořil raně fašistickou Ústavu Fiume. Kritizoval však Mussoliniho diktaturu a byl nucen roku 1926 uprchnout do Francie, kde zemřel.